# La Torxa: portaveu dels BOC del Baix Camp
La Torxa va ser una publicació periòdica, «portaveu dels B.O.C. del Baix Camp» que va aparèixer a Reus l'any 1933 amb la intenció de sortir mensualment.
El Bloc Obrer i Camperol (B.O.C.) va tenir un nucli molt actiu a Reus, ciutat amb un important sector industrial. Segons Francesc Bonamusa, la secció més ben organitzada, fora de Barcelona, era la de la capital del Baix Camp, i dos mesos després d'haver-se organitzat el sector reusenc, ja comptaven amb un centenar de militants.
El juliol de l'any 1933 apareix La Torxa, escrita en català i dirigida per Pere Duran, mostra de la creixent activitat del partit. Diu aquest número que té «el propòsit d'arribar a transformar-se ben aviat en l'òrgan setmanal del BOC a Reus» i que volen ser «portaveu dels neguits del proletariat reusenc». A més publica diversos articles que mostren les idees defensades pel l'organització, com ara l'antifeixisme i la igualtat entre sexes.
Quan al setembre de l'any 1935 es van unificar el BOC i l'Esquerra Comunista d'Andreu Nin van crear el P.O.U.M. (Partit Obrer d'Unificació Marxista), i el seu nucli de Reus va formar part del Front d'Esquerres que es va presentar a Reus el febrer de 1936. Esclatada la guerra civil, al gener de 1937, es va tornar a publicar un setmanari anomenat La Torxa, ara amb el subtítol de portantveu del POUM i de les JCI de Reus, que s'imprimia a la impremta de Marian Roca i tenia un preu de 15 cèntims. Indicava que era la II Època, mostrant la continuïtat amb la publicació de 1933. Segons l'historiador Pere Anguera, durant la guerra es van publicar un mínim d'11 números que eren setmanals, encara que només se'n coneixen quatre.
Des de les seves pàgines es dedicava a defensar els ideals i les accions del partit, les opinions dels militants i les activitats internes i els actes oficials. La publicació dona a conèixer les activitats de la secció juvenil i de la secció femenina del partit, i també d'una secció esportiva i d'un grup de teatre, vinculades a la Casa del Poble, una entitat que pel novembre de 1936 s'havia fusionat amb el POUM.
Pere Anguera recull el testimoni de Carme Masdéu, militant del POUM, que explica: «La revista era venuda pel carrer per la joventut, i la compraven els establiments comercials, com les botigues de roba, Las Américas o cal Marquet, o merceries, com cal Correig, i la pagaven amb diners o amb espècies, com llana».
Després dels Fets de Maig de 1937, quan es va il·legalitzar el POUM, va desaparèixer també la revista.
La Universitat Rovira i Virgili conserva el núm. 8, d'abril de 1937